# Чемпионат Африки по самбо 2018
Чемпионат Африки по самбо 2018 года прошёл в городе Хаммамет (Тунис) 23-25 июня.

## Медалисты

### Мужчины
| Весовая категория | Золото                        | Серебро                      | Бронза                                                  |
| ----------------- | ----------------------------- | ---------------------------- | ------------------------------------------------------- |
| до 57 кг          | Аймен Аеди · Тунис            | Мохамед Камара · Кот-д’Ивуар | Яссер Бухессуне · Марокко Маамар Рахмуни · Алжир        |
| до 62 кг          | Реда Бертиза · Марокко        | Мажри Мохамед · Тунис        | Сейф Эдин Мерах · Алжир Модибо Кулибали · Кот-д’Ивуар   |
| до 68 кг          | Абдеррахим Эль-Карс · Марокко | Хмиди Хамза · Тунис          | Чемс Эдин Абура · Алжир Эрик Лионель Янгфи · Камерун    |
| до 74 кг          | Янник Ннука Мезепо · Камерун  | Амин Мутии · Марокко         | Белхсан Луати · Тунис Саид Руибет · Алжир               |
| до 82 кг          | Эль-Хусин Чакири · Марокко    | Мумуни Адаму · Нигер         | Нсингуи Кикета · Ангола Мохаммед Хуссем Меджди · Тунис  |
| до 90 кг          | Рауль Нджима Эхова · Камерун  | Хамза Бархуми · Тунис        | Махмур Келили · Алжир Маруан Улхадж · Марокко           |
| до 100 кг         | Сейду Нджи Мулух · Камерун    | Чеди Якуби · Тунис           | Кадри Абду Био · Нигер Хамза Мухи · Марокко             |
| свыше 100 кг      | Мухи Брахим · Марокко         | Аяри Бассем · Тунис          | Соссо Джордж Дуалла · Камерун Мед Ламина Буасла · Алжир |

#### Медальный зачёт
*   Принимающая страна (Тунис)
| Место          | Страна         | Золото | Серебро | Бронза | Всего |
| -------------- | -------------- | ------ | ------- | ------ | ----- |
| 1              | Марокко        | 4      | 1       | 3      | 8     |
| 2              | Камерун        | 3      | 0       | 2      | 5     |
| 3              | Тунис*         | 1      | 5       | 2      | 8     |
| 4              | Кот-д’Ивуар    | 0      | 1       | 1      | 2     |
| 4              | Нигер          | 0      | 1       | 1      | 2     |
| 6              | Алжир          | 0      | 0       | 6      | 6     |
| 7              | Ангола         | 0      | 0       | 1      | 1     |
| Всего стран: 7 | Всего стран: 7 | 8      | 8       | 16     | 32    |

### Женщины
| Весовая категория | Золото                          | Серебро                            | Бронза                                     |
| ----------------- | ------------------------------- | ---------------------------------- | ------------------------------------------ |
| до 64 кг          | Паула Ситчепинг · Камерун       | Ислам Аннаби · Тунис               | Нама Думбия · Мали Энтесар Махмуд · Египет |
| до 68 кг          | Санаа Мандар · Марокко          | Асма Ребаи · Тунис                 | Алвин Вилли Зуа · Камерун                  |
| свыше 80 кг       | Дечантал Фоку Нтиолак · Камерун | Аманда Пайет · Сейшельские Острова | Гвинели Манел · Тунис                      |

#### Медальный зачёт
*   Принимающая страна (Тунис)
| Место          | Страна              | Золото | Серебро | Бронза | Всего |
| -------------- | ------------------- | ------ | ------- | ------ | ----- |
| 1              | Камерун             | 2      | 0       | 1      | 3     |
| 2              | Марокко             | 1      | 0       | 0      | 1     |
| 3              | Тунис*              | 0      | 2       | 1      | 3     |
| 4              | Сейшельские Острова | 0      | 1       | 0      | 1     |
| 5              | Египет              | 0      | 0       | 1      | 1     |
| 5              | Мали                | 0      | 0       | 1      | 1     |
| Всего стран: 6 | Всего стран: 6      | 3      | 3       | 4      | 10    |

### Боевое самбо
| Весовая категория | Золото                      | Серебро                         | Бронза                                             |
| ----------------- | --------------------------- | ------------------------------- | -------------------------------------------------- |
| до 62 кг          | Легфири Бучайб · Марокко    | Стефан Элог Нгвиджой · Камерун  | Монтассар Бен Анес · Тунис                         |
| до 68 кг          | Сайфалла Мссалми · Тунис    | Уильям Селестин Фокам · Камерун | Гурма Закария · Марокко                            |
| до 74 кг          | Абделхак Амхидра · Марокко  | Рене Мбонг · Камерун            | Халед Салах · Египет Омар Регвиги · Тунис          |
| до 82 кг          | Бадреддин Диани · Марокко   | Рамзи Аджми · Тунис             | Батамаг Бертранд · Камерун Массама Багайого · Мали |
| до 90 кг          | Майкл Чаму Нджуму · Камерун | Мохамед Трабелси · Тунис        | Нассер Эддердак · Марокко                          |

#### Медальный зачёт
*   Принимающая страна (Тунис)
| Место          | Страна         | Золото | Серебро | Бронза | Всего |
| -------------- | -------------- | ------ | ------- | ------ | ----- |
| 1              | Марокко        | 3      | 0       | 2      | 5     |
| 2              | Камерун        | 1      | 3       | 1      | 5     |
| 3              | Тунис*         | 1      | 2       | 2      | 5     |
| 4              | Египет         | 0      | 0       | 1      | 1     |
| 4              | Мали           | 0      | 0       | 1      | 1     |
| Всего стран: 5 | Всего стран: 5 | 5      | 5       | 7      | 17    |

## Общий медальный зачёт
*   Принимающая страна (Тунис)
| Место           | Страна              | Золото | Серебро | Бронза | Всего |
| --------------- | ------------------- | ------ | ------- | ------ | ----- |
| 1               | Марокко             | 8      | 1       | 5      | 14    |
| 2               | Камерун             | 6      | 3       | 4      | 13    |
| 3               | Тунис*              | 2      | 9       | 5      | 16    |
| 4               | Кот-д’Ивуар         | 0      | 1       | 1      | 2     |
| 4               | Нигер               | 0      | 1       | 1      | 2     |
| 6               | Сейшельские Острова | 0      | 1       | 0      | 1     |
| 7               | Алжир               | 0      | 0       | 6      | 6     |
| 8               | Египет              | 0      | 0       | 2      | 2     |
| 8               | Мали                | 0      | 0       | 2      | 2     |
| 10              | Ангола              | 0      | 0       | 1      | 1     |
| Всего стран: 10 | Всего стран: 10     | 16     | 16      | 27     | 59    |